# Nowouralskoje (Kaliningrad)
Nowouralskoje (russisch Новоуральское, 1947 bis 2020 offiziell Nowouralsk, deutsch Uszpiaunehlen, 1938 bis 1945 Fohlental, litauisch Užpjaunėliai) ist ein Ort in der russischen Oblast Kaliningrad im Rajon Krasnosnamensk. Er gehört zur kommunalen Selbstverwaltungseinheit Munizipalkreis Krasnosnamensk.

## Geographische Lage
Nowouralskoje liegt sechs Kilometer nördlich der einstigen Kreisstadt Dobrowolsk (Pillkallen/Schloßberg) an der Regionalstraße 27A-025 (ex  R508). Bis zur heutigen Rajonstadt Krasnosnamensk (Lasdehnen/Haselberg) sind es zehn Kilometer. Bis 1945 war Uszpiaunen (1938 bis 1945: Kiesdorf, heute russisch: Nikitowka) die nächste Bahnstation an der Bahnstrecke Pillkallen–Lasdehnen (Schloßberg–Haselberg) der Pillkaller Kleinbahn.

## Geschichte
Der seinerzeit Klein Uspiaunen genannte Ort erfuhr seine erste urkundliche Erwähnung im Jahre 1625. Um 1780 war Uschpiaunehlen ein meliertes Dorf. 1874 wurde die Landgemeinde Uszpiaunehlen dem neu gebildeten Amtsbezirk Groß Rudszen im Kreis Pillkallen zugeordnet. 1936 wurde die Namensschreibweise von Uszpiaunehlen in Uschpiaunehlen geändert, 1938 der Ort in Fohlental umbenannt.

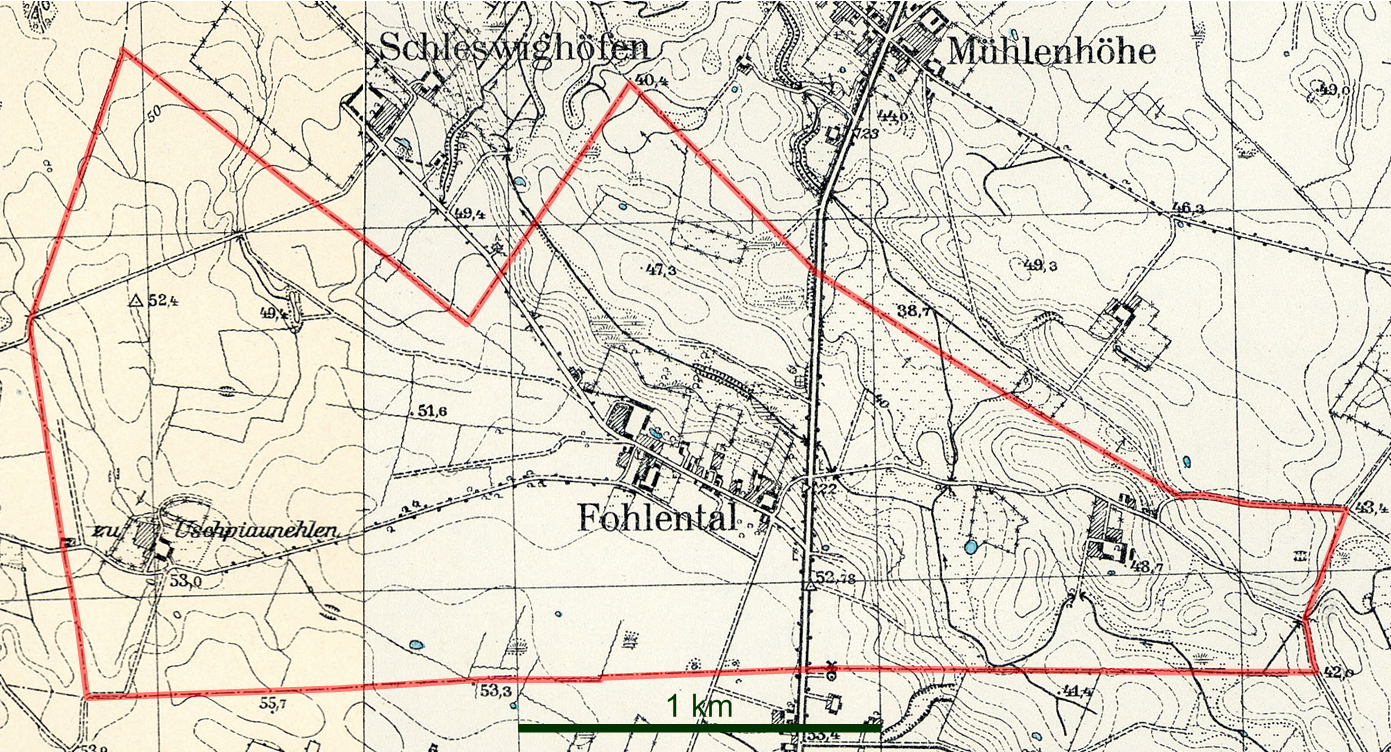
Die Gemeinde Fohlental (Uschpiaunehlen) auf zwei Messtischblättern von 1937 und 1938

Infolge des Zweiten Weltkrieges kam der Ort bei seiner Lage innerhalb des nördlichen Ostpreußens zur Sowjetunion und erhielt 1947 die russische Bezeichnung Nowouralsk (Nowo-uralsk). Gleichzeitig wurde der Ort Sitz eines Dorfsowjets im Rajon Krasnosnamensk. Nach Auflösung dieses Dorfsowjets im Jahr 1959 gelangte der Ort in den Prawdinski selski Sowet. Von 2008 bis 2015 gehörte Nowouralsk zur Landgemeinde Dobrowolskoje selskoje posselenije. Nach deren Auflösung gehörte der Ort seit 2016 zum Stadtkreis Krasnosnamensk. 2020 wurde Nowouralsk in Nowouralskoje umbenannt. Seit 2022 gehört der Ort zum Munizipalkreis Krasnosnamensk.

### Einwohnerentwicklung
| Jahr | Einwohner |
| ---- | --------- |
| 1867 | 157       |
| 1871 | 141       |
| 1885 | 154       |
| 1905 | 155       |
| 1910 | 131       |
| 1933 | 144       |
| 1939 | 154       |
| 1984 | ~ 220     |
| 2002 | 204       |
| 2010 | 266       |
| 2021 | 203       |

### Nowouralski selski Sowet 1947–1959
Der Dorfsowjet Nowouralski selski Sowet (ru. Новоуральский сельский Совет) wurde im Juni 1947 eingerichtet. Im Jahr 1959 wurde er wieder aufgelöst und seine Orte auf die Dorfsowjets Dobrowolski selski Sowet und Prawdinski selski Sowet aufgeteilt.
| Ortsname                       | Name bis 1947/50                                                                                              | Jahr der Umbenennung |
| ------------------------------ | --- | -------------------- |
| Ismailowo (Измайлово)          | Kallnehlischken, 1938–1945: „Ebenhausen“                                                                      | 1947                 |
| Losowoje (Лозовое)             | Salten | 1950                 |
| Lukaschowka (Лукашовка)        | Schmilgen und Petereithelen [Gut], 1938–1945: „zu Schleswighöfen“                                             | 1950                 |
| Nikitowka (Никитовка)          | Uszpiaunen/Uschpiaunen, 1938–1945: „Kiesdorf“                                                                 | 1947                 |
| Nisowoje (Низовое)             | bei Schmilgen                                                                                                 | 1950                 |
| Nowouralsk (Новоуральск)       | Uszpiaunehlen/Uschpiaunehlen, 1938–1945: „Fohlental“, und Petereithelen [Dorf], 1938–1945: „Schleswighöfen“   | 1950                 |
| Poltawskoje (Полтавское)       | Groß Rudszen/Groß Rudschen, 1938–1945: „Mühlenhöhe“, und Neu Rudszen/Neu Rudschen, 1938–1945: „zu Mühlenhöhe“ | 1947                 |
| Poscharskoje (Пожарское)       | Doblendszen/Doblendschen, 1938–1945: „Kayserswiesen“                                                          | 1950                 |
| Saratowskoje (Саратовское)     | Groß Schorellen, 1938–1945: „Adlerswalde“, und Klein Schorellen                                               | 1947                 |
| Schatilowo (Шатилово)          | Uszrudzen/Uschrudschen, 1938–1945: „Talwiesen“                                                                | 1947                 |
| Sokol (Сокол)                  | Kellmischkeiten, 1938–1945: „Stubbenheide“                                                                    | 1950                 |
| Welikolukskoje (Великолукское) | Jutschen, 1938–1945: „Weidenbruch“                                                                            | 1950                 |
| Woronzowo (Воронцово)          | Weidenfeld (Neudorf, Karklaugken und Piptrurig)                                                               | 1947                 |

## Kirche
Der größte Teil der Einwohnerschaft Uszpiaunehlens resp. Fohlentals war vor 1945 evangelischer Konfession. Das Dorf war in das Kirchspiel der Kirche Pillkallen (der Ort hieß zwischen 1938 und 1946: Schloßberg, heute russisch: Dobrowolsk) eingepfarrt, die zum Kirchenkreis Pillkallen (Schloßberg) in der Kirchenprovinz Ostpreußen der Kirche der Altpreußischen Union gehörte. Heute liegt Nowouralskoje im weitläufigen Einzugsgebiet der evangelisch-lutherischen Gemeinde in Babuschkino (Groß Degesen), die der Propstei Kaliningrad (Königsberg) der Evangelisch-lutherischen Kirche Europäisches Russland zugeordnet ist.